# Tolomeo Gallio

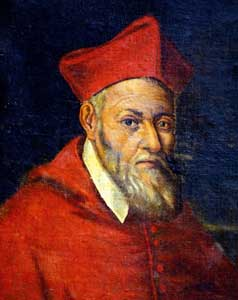
Kardinal Tolomeo Gallio

Tolomeo Gallio (* 25. September 1527 in Cernobbio bei Como; † 3. Februar 1607 in Rom) war ein Kardinal der Römischen Kirche und erwarb 1595 die Grafschaft Alvito, die er seinem Neffen Tolomeo übertrug.

## Leben

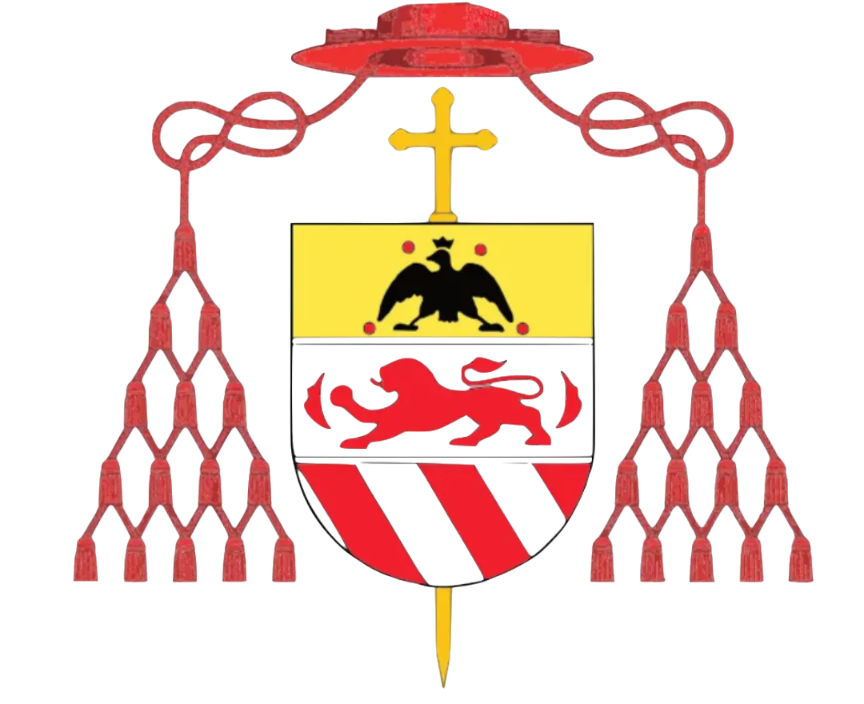
Kardinalswappen (modernes Schema)

Seine Ausbildung, besonders in an Ciceros  Vorbild orientiertem Latein, erhielt er in Como bei Benedetto Giovio. 1544 wurde er von Benedetto zu seinem Bruder Paolo Giovio nach Rom geschickt, der Tolomeo als Kopisten einstellte. In dieser Stellung blieb Gallio, bis Giovio 1549 Rom verließ. Gallio begann sein geistliches Wirken im Dienste des Kardinals Antonio Trivulzio, danach arbeitete er als Sekretär für Kardinal Taddeo Gaddi und als Privatsekretär von Giovanni Angelo de Medici, der später zu Papst Pius IV. gewählt wurde. Er war Bischof von Martirano und später Erzbischof von Manfredonia. Papst Pius IV. erhob ihn am 12. März 1565 zum Kardinalat und ernannte ihn im Mai d. J. zum Kardinaldiakon der Titelkirche San Teodoro. In den nächsten Jahren wechselte er häufiger seine Titelkirchen. 1587 ernannte ihn Papst Sixtus V. zum Kardinalpriester der Titelkirche Santa Maria del Popolo, erhob ihn jedoch noch im gleichen Jahr 1587 zum Kardinalbischof des Suburbikarischen Bistums Albano und 1589 zum Kardinalbischof von Sabina. 1591 wurde Gallio Kardinalbischof von Frascati und erhielt von Clemens VIII. 1600 den suburbikarischen Sitz von Porto. Gallio wirkte in der Römischen Kurie, er wurde 1603 Dekan des Kardinalskollegium und bekam als solcher das Bistum Ostia. Clemens VIII. übertrug Kardinal Gallio zudem im Februar 1603 die Leitung der Ritenkongregation und der Zeremonialkongregation. Bis zu seinem Tode 1607 blieb er Präfekt beider Dikasterien.